# Diócesis de Castabala
La diócesis de Castabala es una sede episcopal titular de la Iglesia católica en Asia Menor. 
Castabala, también conocida como Hierópolis, fue una ciudad de Cilicia, (actual sur de Turquía), situada en algún lugar cerca del río Ceyhan (antiguo Píramo). Probablemente estuviera cerca de Osmaniye, en la provincia de Adana, tal vez en Kestel o Kastal, una localidad a cinco o seis millas al sur de Anazarba. Otros la localizan en Karanlik o Kartanlik entre los ríos Pyramus y Aegaea (ahora Ayas), o en Kara Kaya cerca de Demir Kapou (Amanicae portae). Para otros estaría en la actual población de Bodrum.
Durante la Antigüedad tardía, la diócesis de Castabala era sufragánea de Anazarba, la metrópoli de la provincia de Cilicia Secunda.

## Obispos diocesanos
Los primeros obispos de Castabala están datados ya a principios del s. IV, y el último es de final del s. VII. Se conocen los nombres de siete de sus obispos diocesanos.
- Maris
- Moisés (325-341)
- Teófilo (362)
- Hesiquio (431)
- Paregorio (451)
- Esteban
- Teodoro (691)

Del primero, Maris, se habla en una carta apócrifa de  San Ignacio, y en otra carta dirigida a él. Un obispo Moisés de Castabala estuvo presente en el  Concilio de Nicea en 325. Teófilo, amigo de San Basilio, fue enviado a Roma en una embajada con otros dos compañeros. El último, Teodoro, asistió al Consejo de Trullan en 692.

## Obispos titulares
La diócesis de Castabala no es una sede episcopal residencial, estando en la actualidad catalogada por la Iglesia Católica como sede titular.
Obispos titulares de la diócesis de Castabala:
- John Milner (1803 - 1826)
- John Murdoch (1833 - 1865)
- Louis Aloysius Lootens (1868 - 1889)
- Rocco Tornatore (1889 - 1908)
- John William Shaw (1910 - 1911)
- Juan José Marcos Zapata (1913 - 1951)
- Doroteo Fernández y Fernández (1956 - 1971)
- Patrick Ebosele Ekpu (1971 - 1973)
- Felipe Tejeda García (2000 - 2018)
- Valdemir Vicente Andrade Santos (2018 - 2022)
- Federico Wechsung (2023-...)